# Gymnoptera
Gymnoptera is een geslacht van insecten uit de familie van de Bochelvliegen (Phoridae), die tot de orde tweevleugeligen (Diptera) behoort.

## Soorten
- G. longicostalis Schmitz, 1933
- G. vitripennis (Meigen, 1830)